# Sentetsu-Puri-Klasse

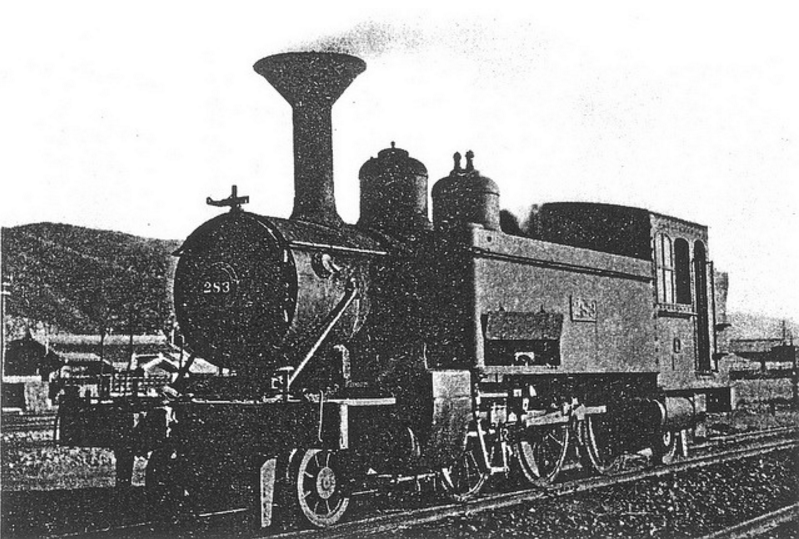
Purisa-Klasse (プリサ)

Die Sentetsu-Puri-Klasse (kor. 푸러, jap. プリ, engl. Pure oder Pureo) umfasst Normalspur-Tenderlokomotiven der Achsfolge 2-6-2 (1C1) unterschiedlicher Hersteller, die unter anderem von der Chosen Government Railway (Sentetsu) in Korea unter japanischer Herrschaft und deren Nachfolgegesellschaften eingesetzt wurden.

## Name und  Nummerierung
Der Name Puri kommt von einer Verballhornung des amerikanischen Wortes Prairie nach der Bauartbezeichnung von Triebfahrzeugen nach Whyte.
Die Nummerierung in der dritten Silbe der Klassifizierung besteht aus abgekürzten japanischen Zahlen:
- 1 – i (イ), von イチ, „ichi“
- 2 – ni (ニ), von ニ, „ni“
- 3 – sa (サ), von サン, „san“
- 4 – shi (シ), von シ, „shi“
- 5 – ko (コ), von ゴ, „go“
- 6 – ro (ロ), von ロク, „roku“
- 7 – na (ナ), von ナナ, „nana“
- 8 – ha (ハ), von ハチ, „hachi“

## Geschichte
Zuerst wurde ein Set von 18 Puri-Lokomotiven für die Gyeongbu Railway von den Baldwin Locomotive Works in den  USA für den Einsatz auf der Strecke Seoul–Busan importiert. Insgesamt gab es 8 Klassen für die staatlichen Strecken und Privatbahnen wie die Gyeongchun Railway. Alle Lokomotiven dieser Klasse mit Ausnahme der Puriha-Klasse (プリハ, Puri-8) hatten einen Treibradsatzdurchmesser von 1.370 mm und eine Höchstgeschwindigkeit von 75 km/h.
Nach der Befreiung Koreas von der japanischen Herrschaft kamen von den 279 verbliebenen Lokomotiven der Puri-Klasse 169 zur Korean National Railroad in Südkorea und 110 zur Korean State Railway in Nordkorea.

## Purii-Klasse (プリイ)
Die ersten 18 Dampflokomotiven der Purii-Klasse wurden von den Baldwin Locomotive Works in den USA für die  Gyeongbu Railway gebaut und ab 1901 geliefert. Einige wurden 1905 beim Bau der Gyeongui-Strecke eingesetzt, und alle wurden von der Sentetsu übernommen, nachdem diese 1906 die Gyeongbu Railway übernahm. Im Jahr 1906 wurden außerdem weitere 52 Stück von Baldwin als Bausätze geliefert und anschließend in den Busan Locomotive Works und Incheon Shops zusammengebaut. Sentetsu nutzte sie für den Personen- und Güterverkehr in ganz Korea. Ab 1925 wurden einige dieser Lokomotiven in die Purishi-Klasse umgebaut, so dass sie mit lokal abgebauter Braunkohle befeuert werden konnten.
Insgesamt 24 Lokomotiven der Purii-Klasse mit den Nummern 221 bis 224 wurden nicht umgebaut. Bei der großen Umnummerierung der Sentetsu im Jahr 1938 waren nur noch 23 Lokomotiven mit den Nummern プレイ1 bis プレイ23 in Betrieb. Mindestens vier Lokomotiven der Purii-Klasse wurden  mit den Nummern 푸러1-11, 푸러1-14, 푸러1-17 und 푸러1-21 von der Korean National Railway übernommen.

## Purini-Klasse (プリニ)
Die Purini-Klasse wurde 1905 eingeführt. Neun Lokomotiven wurden von den Brooks Locomotive Works in den USA gebaut. Anders als die Purii-Klasse hatten sie einen Überhitzer. Sie wurden als Bausatz geliefert und in den Incheon Shops zusammengebaut. Eine weitere Lokomotive dieser Klasse wurde 1935 von Nippon Sharyō gebaut. Mindestens vier Lokomotiven der Purii-Klasse wurden  mit den Nummern 푸러2-4, 푸러2-8 und 푸러2-9 von der Korean National Railway übernommen.

## Purisa-Klasse (プリサ)
Die Purisa-Klasse umfasste 14 Lokomotiven, die 1912 von den Borsig-Werken in Deutschland gebaut wurden. Sie waren größer als die vorherigen Klassen, mit größerem Kohle- und Wasservorrat. Sie waren die ersten Lokomotiven in Korea mit Heusinger-Steuerung (Walschaerts Valve Gear). Sie wurden als Bausatz geliefert und in den Sentetsu-Shops in Busan zusammengebaut.

## Purishi-Klasse (プリシ)
Die Purishi-Klasse umfasste einige generalüberholte Lokomotiven der Purii-Klasse, die 1925 in den Sentetsu-Shops in Gyeongseong umgebaut worden waren. Der Feuerkasten war sehr viel größer, um Braunkohle verwenden zu können, die einen schlechteren Brennwert als Steinkohle hat. Die Kesselvolumen und der Wärmeübergang waren dementsprechend auch vergrößert. Es gab eine Feuerlöscheinrichtung und einen größeren Stoker. Bei der Umnummerierung der Sentetsu-Lokomotiven im Jahr 1938 bekamen sie die Nummern プレシ1 bis プレシ46.

## Puriko-Klasse (プリコ)
In der Puriko-Klasse gab es zwei 1911 von Baldwin für eine Privatbahn in Korea gebaute Lokomotiven.

## Puriro-Klasse (プリロ)
Die Puriro-Klasse bestand aus zwei 1911 von Orenstein & Koppel in Deutschland für eine Privatbahn in Korea  gebauten Lokomotiven. Ebenso wie die Lokomotiven der Puriko-Klasse wurden sie 1930 von Sentetsu übernommen.
Nach der Befreiung wurden beide Lokomotiven in Nordkorea von der Koreanischen Staatsbahn verwendet. Sie wurden schließlich umnummeriert. Eine bekam die Nummer 307 und wurde am 6. September 1954 von Kim Jong-il als Kind im Bahnhof Rajin inspiziert. Diese Lokomotive wurde außerdem auf einer Sonderbriefmarke des DPRK Post abgebildet.

## Purina-Klasse (プリナ)
Die Purina-Klasse wurde vom Railway Bureau basierend auf der durch den Betrieb der früheren Klassen gewonnenen Erfahrungen konstruiert. Die ersten Lokomotiven dieser Klasse wurden in den Gyeongseong-Shops gebaut und 1930 geliefert. Insgesamt wurden 1930–1931 zwölf Lokomotiven dieser Klasse durch die Gyeongseong-Shops gebaut und weitere vier Lokomotiven von Kawasaki für eine Privatbahn.
Die Purina-Klasse unterschied sich wesentlich von den importierten Puri-Klassen. Obwohl es offiziell nur eine Klasse gab, könnte sie in zwei Unterklassen unterteilt werden, die „Original Purina“ und „Bureau Purina“ (局プリナ). Weitere 18 Lokomotiven wurden 1938 in den Gyeongseong-Shops und von Nippon Sharyō für Sentetsu gebaut. Von 1939 bis 1941 wurden von Kawasaki und Hitachi weitere 9 Lokomotiven für die privat betriebene Gyeongchun Railway, die bei der Befreiung von Korail übernommen wurde.
Viele Lokomotiven der Purina-Klasse kamen nach der Befreiung zur Korean National Railroad in Südkorea. Dort wurden mindestens 15  mit den Nummern 푸러7-5, 푸러7-9, 푸러7-11, 푸러7-15 bis 17 sowie 푸러7-25, 푸러7-31, 푸러7-48, 푸러7-62, 푸러7-64, 푸러7-86, 푸러7-87, 푸러7-89 und 푸러7-90 eingesetzt. Die in Nordkorea verbliebenen Lokomotiven wurden in die 1300er Serie aufgenommen. Mindestens zwei davon mit den Nummern 1304 und 1319 waren im 21. Jahrhundert noch betriebsbereit.

## Puriha-Klasse (プリハ)
Die Puriha-Klasse war die achte und letzte Klasse von 2-6-2 Lokomotiven in Korea. Sentetsu konstruierte und baute diese 1932 in den Gyeongsong-Werken. Sie galten bei ihrer Einführung als sehr fortschrittlich. Weitere 15 Lokomotiven wurden 1939 von Nippon Sharyō und Kisha Seizō gebaut. Ihr Treibradsatzdurchmesser von 1.520 mm war größer als der von früheren Lokomotiven, so dass ihre Höchstgeschwindigkeit auf 90 km/h stieg. Sie wurden vor allem für Expresszüge auf der Gyeongin-Linie eingesetzt und nach der Befreiung von Korail übernommen.

## Technische Daten
|                                     | Purii                                                                                    | Purini                                                                            | Purisa                                                                  | Purishi                                                                 | Puriko                                                          | Puriro                                                          | Purina (Original)                                                      | Purina (Bureau) | Puriha                                                                    |
| ----------------------------------- | ---------------------------------------------------------------------------------------- | --------------------------------------------------------------------------------- | ----------------------------------------------------------------------- | ----------------------------------------------------------------------- | --------------------------------------------------------------- | --------------------------------------------------------------- | ---------------------------------------------------------------------- | --- | ------------------------------------------------------------------------- |
| Hersteller                          | Baldwin Locomotive Works                                                                 | Brooks Locomotive Works, Nippon Sharyō                                            | Borsig                                                                  | Baldwin Locomotive Works Revision: Sentetsu Gyeongseong Works           | Baldwin Locomotive Works                                        | Orenstein & Koppel                                              | Hitachi Kasado, Kawasaki                                               | Gyeongseong Works, Hitachi Kasado, Kawasaki, Nippon Sharyō                                                                     | Gyeongseong Works, Kisha Seizō, Nippon Sharyō                             |
| Baujahr                             | 1901 (1-18), 1906 (19-70)                                                                | 1905 (Brooks, 1-9), 1935 (Nippon Sharyō, 6)                                       | 1912                                                                    | 1901–1906 Revisionsjahr: 1925                                           | 1911                                                            | 1911                                                            | 1930 (Hitachi K, 1-4), 1930 (Kawasaki, 5-8)                            | 1931 (Gyeongseong, 9-14), 1938 (Nippon Sharyō, 15-18), 1938 (Gyeongseong, 19-32), 1939 (Kawasaki, 85-92), 1941 (Hitachi K, 93) | 1932 (Gyeongseong, 1-12), 1939 (Hitachi, 13-29) 1939 (Kisha Seizō, 30-38) |
| Treibraddurchmesser                 | 1,370 mm                                                                                 | 1,370 mm                                                                          | 1,370 mm                                                                | 1,370 mm                                                                | 1,370 mm                                                        | 1,370 mm                                                        | 1,370 mm                                                               | 1,370 mm | 1,370 mm                                                                  |
| Länge                               | 10.205 mm                                                                                | 10.446 mm                                                                         | 10.338 mm                                                               | 10 222 mm                                                               | 10.480 mm                                                       | 10.486 mm                                                       | 10.480 mm                                                              | 10.773 mm | 10,800 mm}                                                                |
| Breite                              | 2.800 mm                                                                                 | 2.730 mm                                                                          | 3.000 mm                                                                | 2.946 mm                                                                | 3.100 mm                                                        | 2.900 mm                                                        | 3.250 mm                                                               | 3.200 mm (Bureau) | 3.010 mm                                                                  |
| Höhe                                | 3.860 mm                                                                                 | 3.695 mm                                                                          | 3.880 mm                                                                | 4.470 mm                                                                | 4.328 mm                                                        | 3.900 mm                                                        | 4.268 mm                                                               | 4.230 mm (Bureau) | 3.940 mm                                                                  |
| Gewicht                             | 52,0 t                                                                                   | 52,0 t                                                                            | 52,0 t                                                                  | 54,0 t                                                                  | 58,91 t                                                         | 51,45 t                                                         | 65,5 t                                                                 | 67,7 t (Bureau) | 65,0 t                                                                    |
| Lokreibungslast                     | 37,00 t                                                                                  | 37,00 t                                                                           | 37,00 t                                                                 | 38,50 t                                                                 | 41,05 t                                                         | 34,70 t                                                         | 42,00 t                                                                | 44,90 t | 43,80 t                                                                   |
| Höchstgeschwindigkeit               | 75 km/h                                                                                  | 75 km/h                                                                           | 75 km/h                                                                 | 75 km/h                                                                 | 75 km/h                                                         | 75 km/h                                                         | 75 km/h                                                                | 75 km/h | 90 km/h                                                                   |
| Steuerung                           | Stephenson-Steuerung                                                                     | Stephenson                                                                        | Heusinger-Steuerung                                                     | Heusinger-Steuerung                                                     | Heusinger-Steuerung                                             | Heusinger-Steuerung                                             | Heusinger-Steuerung                                                    | Heusinger-Steuerung | Heusinger-Steuerung                                                       |
| Zugkraft                            | 72,1 kN                                                                                  | 72,1 kN                                                                           | 72,1 kN                                                                 | 72,1 kN                                                                 | 66,0 kN                                                         | 72,0 kN                                                         | 85,0 kN                                                                | 89,0 kN | 78,9 kN                                                                   |
| Bohrung × Hub                       | 410 × 610 mm                                                                             | 410 × 610 mm                                                                      | 410 × 660 mm                                                            | 410 × 610 mm                                                            | 410 × 610 mm                                                    | 450 × 550 mm                                                    | 410 × 610 mm                                                           | 410 × 610 mm | 410 × 610 mm                                                              |
| Kesseldruck                         | 11,5 kgf/cm²                                                                             | 11,5 kgf/cm²                                                                      | 11,5 kgf/cm²                                                            | 11,5 kgf/cm²                                                            | 11,5 kgf/cm²                                                    | 12,0 kgf/cm²                                                    | 13,0 kgf/cm²                                                           | 13,0 kgf/cm² | 14,0 kgf/cm²                                                              |
| Rostfläche                          | 1,69 m²                                                                                  | 1,66 m²                                                                           | 1,69 m²                                                                 | 2,74 m²                                                                 | 2,5 m²                                                          | 1,80 m²                                                         | 2,60 m²                                                                | 2,60 m² | 2,40 m²                                                                   |
| Heizoberfläche                      | 98,7 m²                                                                                  | 98,0 m²                                                                           | 99,1 m²                                                                 | 101,6 m²                                                                | 97,9 m²                                                         | 74,4 m²                                                         | 116,9 m²                                                               | 118,3 m² | 104,3 m²                                                                  |
| Überhitzerfläche                    | -                                                                                        | -                                                                                 | -                                                                       | -                                                                       | -                                                               | 19,0 m²                                                         | 38,8 m²                                                                | 26,0 m² | 24,5 m²                                                                   |
| Rohrfläche                          | 89,2 m²                                                                                  | 89,5 m²                                                                           | 89,6 m²                                                                 | 91,76 m²                                                                | 97,9 m²                                                         | 74,4 m²                                                         | 73,1 m²                                                                | 82,8 m² | 69,6 m²                                                                   |
| Feuerkastenfläche                   | 9,5 m²                                                                                   | 9,5 m²                                                                            | 9,5 m²                                                                  | 9,84 m²                                                                 |                                                                 | 7,6 m²                                                          | 11,6 m²                                                                | 9,5 m² | 10,2 m²                                                                   |
| Kleine Rohre (Anzahl × Durchmesser) | 176 × 51 mm                                                                              | 175 × 51 mm                                                                       | 177 × 51 mm                                                             | 173 × 51 mm                                                             | 166 × 51 mm                                                     | 81 × 45 mm                                                      | 106 × 45 mm                                                            | 104 × 51 mm | 89 × 51 mm                                                                |
| Große Rohre (Anzahl × Durchmesser)  |                                                                                          |                                                                                   |                                                                         |                                                                         |                                                                 | 12 × 137 mm                                                     | 26 × 137 mm                                                            | 21 × 137 mm | 18 × 137 mm                                                               |
| Wasservorrat                        | 5,5 m³                                                                                   | 5,5 m³                                                                            | 5,9 m³                                                                  | 6,8 m³                                                                  | 6,5 m³                                                          | 5,6 m³                                                          | 7,0 m³                                                                 | 7,0 m³ | 5,0 m³                                                                    |
| Brennstoffvorrat                    | 1,8 t                                                                                    | 1,7 t                                                                             | 1,25 t                                                                  | 2,7 t                                                                   | 2,7 t                                                           | 1,6 t                                                           | 2,5 t                                                                  | 3,0 t | 2,0 Tt                                                                    |
| Besitzer                            | Gyeongbu Railway Chosen Government Railway Korean National Railroad Korean State Railway | Chosen Government Railway Korean National Railroad Korean State Railway           | Chosen Government Railway Korean National Railroad Korean State Railway | Chosen Government Railway Korean National Railroad Korean State Railway | Privateisenbahn, Chosen Government Railway Korean State Railway | Privateisenbahn, Chosen Government Railway Korean State Railway | Privateisenbahn, Chosen Government Railway Korean National Railroad    | Chosen Government Railway Gyeongchun Railway Korean National Railroad Korean State Railway                                     | Chosen Government Railway Korean National Railroad Korean State Railway   |
| Klassenstärke                       | 70                                                                                       | 10                                                                                | 14                                                                      | 46                                                                      | 2                                                               | 2                                                               | 8                                                                      | Sentetsu: 24 Gyeongchun Railway: 9                                                                                             | 38                                                                        |
| Nummerierung (1938–1945)            | プレイ1–プレイ23                                                                         | プレニ1–プレニ9                                                                   | プレサ1–プレサ14                                                        | プレシ1–プレシ46                                                        | プレコ1–プレコ2                                                 | プレロ1–プレロ2                                                 | プレナ1–プレナ8                                                        | プレナ9–プレナ32 (Sentetsu) プレナ85–プレナ93 (Gyeongchun Ry)                                                                  | プレハ1–プレハ38                                                          |
| Lieferdatum                         | 1901, 1906                                                                               | 1905, 1935                                                                        | 1912                                                                    | 1925                                                                    | 1930                                                            | 1930                                                            | 1930                                                                   | 1931, 1938-9, 1941 | 1932, 1939                                                                |
| Bemerkungen                         |                                                                                          | Die Lok mit der Nummer 276 von 1935 ersetzte das Original mit der gleichen Nummer |                                                                         | 46 Stk. Umbauten aus der Purii-Klasse von 1925                          |                                                                 |                                                                 | Ursprünglich für eine Privatbahn gebaut und 1936 von Sentetsu erworben | |                                                                           |